# Giovanni Francesco Biandrate di San Giorgio Aldobrandini
Giovanni Francesco Biandrate di San Giorgio Aldobrandini (Casale Monferrato, 7 aprile 1545 – Lucca, 16 luglio 1605) è stato un cardinale, vescovo cattolico e giurista italiano.

## Biografia
Il 12 agosto 1585 fu nominato vescovo di Acqui con dispensa per non aver ancora ricevuto gli ordini sacri; fu consacrato il 3 novembre successivo nella Cappella Sistina dal cardinale Giovanni Antonio Serbelloni, assistito da Gasparo Cenci, vescovo di Melfi e Rapolla e da Filippo Sega, vescovo di Piacenza. Nello stesso 1585 divenne abate commendatario di Ripalta. Dal 5 febbraio 1592 al gennaio 1593 fu governatore delle Marche e dal 26 gennaio 1593 fu presidente della Romagna.
Fu creato cardinale nel concistoro del 5 giugno 1596 e l'8 giugno successivo ricevette la berretta cardinalizia, mentre il 21 giugno gli fu assegnato il titolo cardinalizio di San Clemente.
Dal 14 aprile 1597 fu legato apostolico nelle Marche e governatore di Ascoli Piceno e di Montalto. Visti i molteplici impegni che lo tenevano lontano, si dimise dalla guida della diocesi, probabilmente prima del 25 novembre 1598 e contestualmente assunse l'incarico di legato in Romagna.
Verso la fine del 1598 con il cardinale Ottavio Bandini fu legato a latere con il compito di ricevere a Ferrara, all'ingresso degli Stati Pontifici, Margherita d'Austria-Stiria, la futura sposa del re Filippo III di Spagna; proprio a Ferrara avvenne il matrimonio per procura, che fu poi confermato in Spagna. Nel 1601 divenne abate commendatario di Caramagna.
Il 16 aprile 1603 fu nominato vescovo di Faenza. Partecipò sia al primo conclave del 1605, che elesse papa Leone XI, che al secondo, che elesse papa Paolo V.
Morì a Lucca il 16 luglio 1605 e, secondo le sue volontà, fu sepolto nella cattedrale di Faenza.

## Genealogia episcopale e successione apostolica
La genealogia episcopale è:
- Arcivescovo Filippo Archinto
- Papa Pio IV
- Cardinale Giovanni Antonio Serbelloni
- Cardinale Giovanni Francesco Biandrate di San Giorgio Aldobrandini

La successione apostolica è:
- Vescovo Giovanni Anselmo Carminati (1596)
- Vescovo Camillo Beccio, O.S.A. (1599)

## Ascendenza
|                                                          |                                    |                        | Genitori |  |  | Nonni                                   |  |  | Bisnonni |  |
|                                                          |                                    |                        |          |  |  | Teodoro Biandrate, conte di San Giorgio |  |  | …        |  |
|                                                          |                                    |                        |          |  |  | Teodoro Biandrate, conte di San Giorgio |  |  | …        |  |
|                                                          |                                    | …                      |          |  |  | Teodoro Biandrate, conte di San Giorgio |  |  |          |  |
| Giovanni Guglielmo Biandrate, conte di San Giorgio       |                                    |                        |          |  |  | Teodoro Biandrate, conte di San Giorgio |  |  |          |  |
|                                                          |                                    | Margherita de' Corradi | …        |  |  |                                         |  |  |          |  |
|                                                          |                                    | Margherita de' Corradi | …        |  |  |                                         |  |  |          |  |
|                                                          |                                    | Margherita de' Corradi | …        |  |  |                                         |  |  |          |  |
| Giovanni Francesco Biandrate di San Giorgio Aldobrandini |                                    | Margherita de' Corradi |          |  |  |                                         |  |  |          |  |
|                                                          | Giovanni Roero, signore di Guarene | …                      |          |  |  |                                         |  |  |          |  |
|                                                          | Giovanni Roero, signore di Guarene | …                      |          |  |  |                                         |  |  |          |  |
|                                                          | Giovanni Roero, signore di Guarene | …                      |          |  |  |                                         |  |  |          |  |
| Violante Roero                                           | Giovanni Roero, signore di Guarene |                        |          |  |  |                                         |  |  |          |  |
|                                                          |                                    | Caterina Roero di Piea | …        |  |  |                                         |  |  |          |  |
|                                                          |                                    | Caterina Roero di Piea | …        |  |  |                                         |  |  |          |  |
|                                                          |                                    | Caterina Roero di Piea | …        |  |  |                                         |  |  |          |  |
|                                                          |                                    | Caterina Roero di Piea |          |  |  |                                         |  |  |          |  |